# Loongkoonan
Loongkoonan (nacida en 1910 – 2018) fue una anciana y artista aborigen australiana del pueblo Nyikina de la región central occidental de Kimberley en Australia Occidental. Nació en Mount Anderson, cerca del río Fitzroy . Sus padres trabajaban en estaciones de ganado y, a medida que crecía, Loongkoonan siguió sus pasos, pastoreando ovejas y cocinando en campos de ganado. Más tarde montó a caballo y reunió ganado. 
Durante la temporada de lluvias, Loongkoonan seguiría a su pueblo a sus lugares de origen, donde llevaríaan a cabo ritos ceremoniales y se dedicarían a la recolección de bush food, medicinas y el preciado 'limmiri' ( cera de triodia ). 
En 2005, Loongkoonan comenzó a pintar a través del taller de artes Manambarra Aboriginal Artists en Derby, Australia Occidental. Sus representaciones brillantes del bush tucker recibieron aclamación inmediata, siendo exhibida en todos los estados y territorios de Australia. Su trabajo ha influido para inspirar a una nueva generación de artistas de Nyikina, incluida Peggy Wassi. 

## Reconocimiento
En 2006, Loongkoonan recibió el primer premio en el Redlands Art Award, y en 2007 fue galardonada con el Premio Indígena en los Drawing Together Art Awards en los Archivos Nacionales de Australia . 
En 2016, Loongkoonan recibió una exposición retrospectiva en solitario en los Estados Unidos. La exposición Yimardoowarra: Artist of the River se exhibió en la Embajada de Australia en Washington D. C., antes de viajar a la Colección de Arte Aborigen Kluge-Ruhe de la Universidad de Virginia . Al mismo tiempo, su trabajo se incluyó prominentemente en la Bienal de Adelaida 2016 en la Galería de Arte de Australia del Sur .

## Colecciones de arte
Sus obras se encuentran en las colecciones de la Casa del Parlamento de Australia, la Galería de Arte de Australia Occidental, el Museo de Antropología de Berndt en la Universidad de Australia Occidental, la Universidad de Macquarie y el Departamento de Asuntos Indígenas de Canberra . 